# Chirmol
El chirmol o chilmole es una salsa típica de Guatemala, Honduras, El Salvador, Nicaragua y varios estados del sur de México, como Tabasco, Chiapas, Oaxaca y Campeche. Se sirve como acompañamiento de ciertos platillos de carne o pescado.

## Etimología
La palabra chirmol proviene del náhuatl chilmolli, que significa «salsa de chile». Este término está compuesto por chil- (chile) y molli (salsa o guiso).
Durante la colonización española, numerosos vocablos náhuatl se incorporaron al español hablado en Mesoamérica. En este proceso, chilmolli fue adaptado fonéticamente y dio lugar a variantes regionales. En México, la forma más común es chilmole, mientras que en países como Guatemala, El Salvador y Honduras se emplea chirmol. No obstante, existen otras formas como chimol, chirimol y chismol, que no están registradas oficialmente, pero que se usan en contextos locales.
Varios procesos lingüísticos naturales han influido en la pronunciación y la estructura de estas palabras, generando distintas variantes. Por ejemplo, chimol resulta de una reducción vocálica en donde con el paso del tiempo los grupos consonánticos complejos tienden a simplificarse. En el caso de chirimol, se observa una epéntesis, que consiste en la inserción de una vocal para facilitar la pronunciación. Por último, chismol, frecuente en Honduras, es producto de una metátesis, proceso que implica el cambio de posición de sonidos dentro de una palabra, en este caso, la sustitución del sonido /r/ por /s/.

## Elaboración
Dependiendo del lugar, la receta puede variar bastante. Puede hacerse con tomates, cebolla, cilantro, sal al gusto y jugo de limón. Se pican los tomates y la cebolla, se mezcla todo con el cilantro y se añade sal al gusto. Si se desea, se pueden agregar unas gotas de limón. Se acostumbra prepararlo con un poco de picante.
En la cocina de Tuxtla Gutiérrez, se trata de una salsa de tomate a la que se le añaden cebollas y chiles.